# Uesugi Harunori

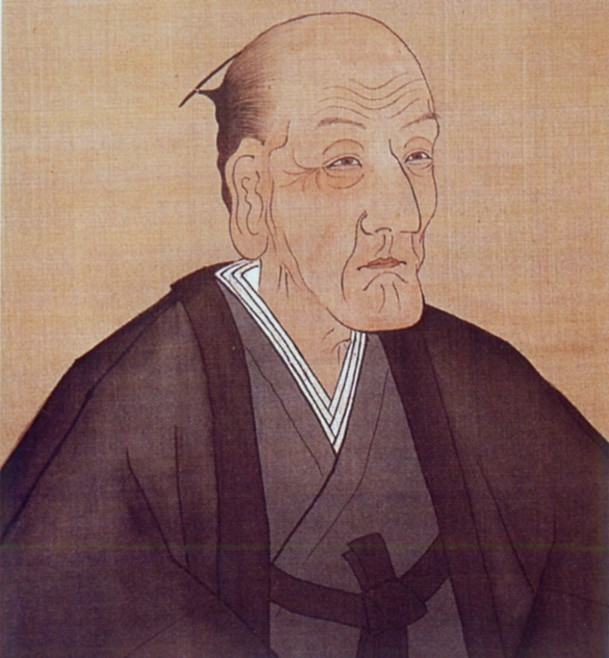
Uesugi Harunori

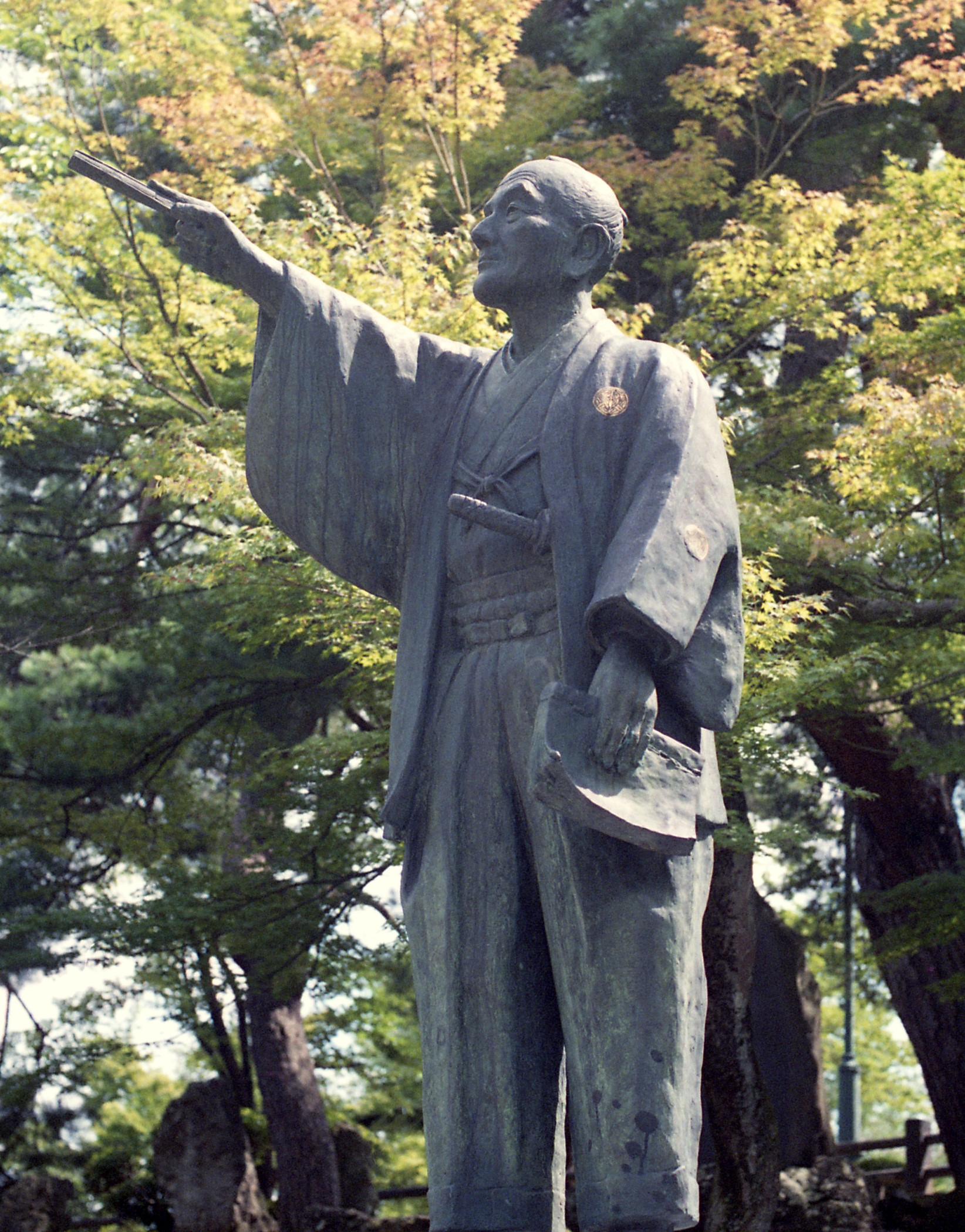
Uesugi Harunori, Denkmal in Yonezawa

Uesugi Harunori (japanisch 上杉 治憲; geboren 9. September 1751 in Takanabe (Provinz Hyūga, heute Präfektur Miyazaki); gestorben 2. April 1822 in Yonezawa) war ein japanischer Daimyō, bekannt für seine gute Staatsführung.

## Leben und Wirken
Uesugi Harunori wurde in Edo als zweiter Sohn von Akizuki Tanemi (秋月 種美; 1718–1787), dem Herrn der Takanabe-Domäne in der Provinz Hyūga geboren. 1760 wurde er als Nachfolger von Uesugi Shigesada (上杉 重定; 1720–1798), dem Fürsten der Yonezawa-Domäne in der Provinz Dewa (heute Präfektur Yamagata) adoptiert. Im April 1767, im Alter von 15 Jahren, wurde er das 10. Oberhaupt. Als er volljährig wurde, nahm er den Namen Harunori (治憲) an und 1802, nachdem er sich als Herr der Domäne zurückgezogen hatte, nannte er sich „Yōzan“ (鷹山).
Uesugis Übernahme der Yonezawa-Domäne bedeutete den Beginn von Domänenreformen. Zu dieser Zeit gab es nämlich aufgrund der extremen finanziellen Schwierigkeiten des Yonezawa-Klans starke Argumente, die Domäne an das Shogunat zurückzugeben. Aber dann man versammelte sich am Seigasha-Schrein (菁莪社), wo Warashina Shōhaku (藁科 松伯; 1736–1769) talentierte Leute gewinnen konnten und die Reform der Domainverwaltung begann. Die Reformen erstreckten sich, mit einer Pause in der Tenmei-Ära (1781–1789), während er Meiwa-, Anei- und den Kansei-Reformen über einen langen Zeitraum. Unter der Führung des Hausverwalters Takenomata Masatsuna (竹俣 当綱; 1729–1793) wurden erste Reformen durchgeführt, tatkräftige Maßnahmen, wie das Pflanzen von jeweils einer Million Bäumen, die Einführung von Textiltechnologie und die Wiederherstellung der Han-Schule „Kōjōkan“ (興譲館). Uesugi selbst sorgte dafür, dass die Konfuzianer Hosoi Heishū (1728–1801) und Shibui Tashitsu (渋井 太室; 1720–1788), die enge Freunde der Domäne waren, an der Schule ihre Lehrtätigkeit aufnahmen.
Nach dem Ende der Tenmei-Hungersnot, bei der wegen Uesugis sorgfältigen Vorkehrungen in Yonezawa niemand zu Tode gekommen war, zog sich Harunori 1785 im Alter von 33 Jahren als Daimyō zurück und übernahm die Vormundschaft seines Nachfolgers Haruhiro (Uesugi Shigesadas leiblicher Sohn). Das „Denkoku no ji“ (伝国之辞), das er dem neuen Herrn der Domäne zukommen ließ und das die Regeln für gute Domänen-Führung enthält, ist berühmt. Die Reformen der Kansei-Ära wurden hauptsächlich von Chūrō Nozoki Yoshimasa (莅戸 善政; 1735–1804, Vorname auch „Taika“ (太華)) vorangetrieben, der die Reformen konsequent leitete.
Zusammen mit Satake Yoshimasa (Akita), Tokugawa Harusada (Kii) und Hosokawa Shigekata (Kumamoto) gehörte Uesugi zu den „Vier berühmten Fürsten“ (四名君, Shi meikun) seiner Zeit.
Am 9. Mai 2001 wurde der Asteroid (7992) Yozan nach ihm benannt.